# Indien ved vinter-OL 2022
Indiens deltagelse ved vinter-OL 2022 i Beijing, Kina i perioden 4. – 20. februar 2022.

## Deltagere
Følgende er listen over disciplinerne, som repræsenterede deltagere optræder i.
| Sport         | Mænd | Kvinder | Total |
| ------------- | ---- | ------- | ----- |
| Alpint skiløb | 1    | 0       | 1     |
| Total         | 1    | 0       | 1     |

## Medaljer
| 2022 Beijing | Guld | Sølv | Bronze | Total |
| Indien       | -    | -    | -      | -     |

### Medaljevindere
| Indien under vinter-OL 2022 i Beijing | Indien under vinter-OL 2022 i Beijing | Indien under vinter-OL 2022 i Beijing | Indien under vinter-OL 2022 i Beijing | Indien under vinter-OL 2022 i Beijing |
| Medalje                               | Navn                                  | Sport                                 | Event                                 | Dato                                  |
| ------------------------------------- | ------------------------------------- | ------------------------------------- | ------------------------------------- | ------------------------------------- |
| Guld                                  | -                                     | -                                     | -                                     | -                                     |
| Sølv                                  | -                                     | -                                     | -                                     | -                                     |
| Bronze                                | -                                     | -                                     | -                                     | -                                     |